# Irem (Unternehmen)

Ehemaliges Logo

Irem (jap. アイレム Airemu) (gegründet 1969 von Kenzo Tsujimoto als IPM, als IPM Ltd. eingetragen 1974) ist ein japanisches Spielesoftware-Unternehmen und hauptsächlich bekannt durch den Weltraumshooter R-Type.

## Geschichte
Irem hat das erste horizontale Beat ’em up, Kung-Fu Master, entwickelt, hauptsächlich entwickelte das Unternehmen Arcade-Spiele in den frühen 1980er Jahren und vergab später Lizenzen an andere Unternehmen.
Die Gesellschaft wurde mehrmals umbenannt und heißt heute Irem Software Engineering Inc. (vollständige Tochter der Eizo Nanao Corporation) mit Sitz in Chiyoda und hat 100 Mitarbeiter. IREM war zunächst die Abkürzung für International Rental Electronics Machines, die Bedeutung wurde 1979 in Innovations in Recreational Electronic Media verändert.
Bis 2011 stellte Irem Spiele für die PlayStation 2, PlayStation 3 und weiteren Konsolen her. Nach dem Erdbeben in Fukushima wurde der Fokus auf Pachinko-Automaten gelegt.
Das ursprüngliche Unternehmen firmiert heute in Wakō unter Apies Inc. (アピエス) und hat sich auf Münzautomaten, wie Wahrsageautomaten (Omikuji) spezialisiert. Zwischenzeitlich war es im Besitz von Atlus.

## Arcade-Spiele

### 1978–1979
1978
- Mah-Jongg / Block Mahjong (1978)
- Nyankoro (1978)
- Piccolo (1978)
- Power Block (1978)

1979
(Anmerkung: Irem Hardwaresystem M-10/M-11/M-15 sind fast identisch)
- Commander (1979)
- Mahjong DX (1979)
- New Block X / New Block Z (1979)
- Space Command (1979)
- Andromeda (Andromeda 55) (1979) M-11 Hardware
- IPM Invader (1979) M-10
- Space Beam (1979) M-15
- Head On (1979) M-15

### 1980–1989
1980
- Green Beret (1980) M-15?
- Itazura Angel (1980)
- Panther (1980), in Deutschland von adp (1986)
- Sky Chuter (1980) M-11?
- UniWar S / Ginga Teikoku no Gyakushū / Capsule Invaders (1980) Galaxian-Hardware[2][3]

1981
- Demoneye-X (1981) M-27 (4 PCB's)/+ M-42-S
- Oli-Boo-Chu (Irem+GDI) (1981) / Punching Kid (1982) M-47
- Red Alert (Irem+GDI) (1981) M-27
- WW III (1981) M-27

1982
- Moon Patrol (licensed to Williams) (1982) M-52
- Punching Kid (Variante von Oli-Boo-Chu)
- Wonder Hole (1982)

1983
- 10-Yard Fight (1983) M-52
- Traverse USA / Zippy Race / MotoRace USA (licensed to Williams) (1983) M-52
- Tropical Angel (1983) M-52

1984
- The Battle Road (1984) M-62
- Kung-Fu Master (licensed to Data East), Spartan X in Japan (1984) M-62
- Lode Runner (licensed from Brøderbund) (1984) M-62
- Load Runner II - The Bungeling Strikes Back (licensed from Brøderbund) (1984) M-62
- Wily Tower (1984) M-63

1985
- Atomic Boy (licensed to Memetron) (1985) (Variante von Wily Tower) M-63
- Battle Bird (1985) M-64 (limitierte Auflage) Shooter mit 3D-Monitor
- Horizon (1985) M-62
- Kung Fu (PlayChoice-10) (licensed to Nintendo) (1985) Playchoice
- Lode Runner III - The Golden Labyrinth (licensed from Brøderbund) (1985) M-62
- Lot Lot (1985) M-62
- Spelunker (licensed from Brøderbund) (1985) M-62

1986
- Kickle Cubicle (1986), Variante von Meikyuu Jima
- Kid Niki - Radical Ninja / Kaiketsu Yanchamaru (1986) M-62
- Lode Runner IV - Teikoku Kara no Dasshutsu (1986) M-62
- Spelunker II (licensed from Brøderbund) (1986) M-62
- Youjyuden (1986) M-62
- Panther (1986), in Deutschland von adp (1986)[4]

1987
- Battle Chopper / Mr. HELI no Dai-Bouken (1987) M-72
- R-Type (licensed to Nintendo of America) (1987) M-72

1988
- Alpha One (entwickelt von Vision Electronics) (1988), M-52
- Image Fight (1988) M-72
- Meikyuujima / Kickle Cubicle / Adventure Island (entwickelt von Nanao) (1988) M-77
- Ninja Spirit / Saigo no Nindou (1988) M-72
- Vigilante (licensed to Data East) (1988) M-75
- Tsukikage (Legend of the White Wolf) (1988) unbek. Hardware

1989
- Dragon Breed (1989) M-81/82
- Legend of Hero Tonma (1989) M-72
- R-Type II (1989) M-82/84 (jap.)
- X-Multiply (1989) M-81/72(?)
- Holy Diver (1989) M-78? (nur jap.) NES-Spiel, vermutl. kein Arcade

### 1990–1995
1990
- Air Duel (1990) M-72
- Hammerin’ Harry / Daiku no Gensan (1990) M-82/72 versch. Versionen
- Major Title (1990) M-84
- Pound for Pound (1990)(Irem US) M-85

1991
- Blade Master (1991) M-92?
- Cosmic Cop / Gallop - Armed Police Unit (1991) M-84/73?
- Dynablaster / Bomber Man / Atomic Punk (licensed from Hudson Soft) (1991)
- Gunforce - Battle Fire Engulfed Terror Island (1991) M-92 A
- Hasamu (1991) M-90
- Ken-Go (1991) M-72?
- Lethal Thunder / Thunder Blaster (1991) M-92

1992
- Bomber Man World / New Dyna Blaster - Global Quest / New Atomic Punk - Global Quest (1992)
- Hook (1992) M-99 A
- Major Title 2 - Tournament Leader / The Irem Skins Game (1992) M-92 F
- Mystic Riders / Gun Hohki (1992) M-92
- Quiz F-1 1,2finish (1992) M-97
- R-Type Leo (1992) M-92
- Undercover Cops (1992) M-92

1993
- Fire Barrel (1993) M-107
- In The Hunt / Kaitei Daisensou (1993) M-92 E (auch PC, Sony PlayStation, Sega Saturn)
- Ninja Baseball Batman / Yakyuu Kakutou League-Man (1993) M-92
- Risky Challenge (1993) M-97
- Perfect Soldiers / Superior Soldiers (US) (1993) M-92 G
- Hill Climber (1993) unbek. Hardware

1994
- Dream Soccer '94 (licensed to Data East)(1994) M92 G(Irem), M-107 Data East
- Gunforce 2 / Geostorm (1994) M-92 G

1995
Angel Whisper (1995) Wahrsager-Automat

## Konsolenspiele
Playstation
- Irem Arcade Classics (IAC 1996, Sony PlayStation, Sega Saturn), beinhaltet:
  - Kung-Fu Master
  - 10-Yard Fight
  - Zippy Race
- Gussun Paradiese (1996, Sony PlayStation)
- R-Type Delta (1999, Sony PlayStation)
- Carton-kun (2000, Sony PlayStation)

PlayStation 2
- Sub Rebellion (2002)
- Disaster Report (2002)
- R-Type Final (2004)
- Sanyo Pachinko Paradise 9-12 (2003–2005)
- Sakurasaka Shouboutai (2004)
- Steambot Chronicles (2005)
- Blocks Club with Bumpy Trot (2005)
- Zettaizetsumei Toshi 2: Itetsuita Kiokutachi (2006), Raw-Danger-Serie

Playstation 3
- Minna de Spelunker (2009)

PlayStation Portable
- Zettai Zetsumei Toshi 3: Kowareyuku Machi no Kanojo no Uta (2009)

Xbox-360-Spiele
- R-Type Dimensions (2008)

Andere Plattformen
Manche Spiele erschienen zusätzlich für PlayChoice-10 bzw. NES-Versionen. Viele Spiele wurden für Homecomputer portiert.
- Kineko (1986, 1987)
- Holy Diver für NES (1989)
- Kickle Cubicle (Irem US) für NES(1990)
- Battle Storm nur für NES (1991)
- Super R-Type für SNES (1991)
- Photoboy für PC Engine (1992)
- Skins Game für (Super Nintendo Entertainment System) (1992)
- R-Type III - The 3rd Lightning für SNES (1994)

## Prototypen (Arcade)
- Super Kung-Fu Master (1985)
- Battle Bird (1985) M-64 (limitierte Auflage)
- Kozoutai Gatcyo (1987)
- Huddle Up (1988)